# Giro d'Italia de 2023
A 106.ª edição do Giro d'Italia é uma competição de ciclismo de estrada por etapas, a primeira das três grandes voltas, celebra-se entre 6 e 28 de maio de 2023 com início na cidade de Fossacesia e final em Roma na Itália. O percurso consta de um total de 21 etapas, sobre uma distância total de 3489,2 km. A corrida faz parte do circuito UCI WorldTour de 2023 dentro da categoria 2.uwT.

## Apresentação

### Percorrido
O percurso foi revelado na sua integridade em 17 de outubro de 2022. Partindo do Mar Adriático nas Abruzzes, as primeiras etapas formam um circulo para o sul e a Basilicate antes de apanhar a Campanie e Nápoles para depois tomar a direção do norte através dos Apeninos depois passa ao longo no Mar de Ligúria. A partir da 13.ª etapa, o percurso atravessa os Alpes de oeste com uma incursão na Suíça, um regresso ao longo do Mar Adriático e terminando pelas Dolomites. Uma última transferência conduzida a Roma para a última etapa. Duas jornadas de descanso têm lugar nas segundas-feiras 15 maio  de  2023 e 22 maio  de  2023.
Ao programa deste Giro, se distingue principalmente três contrarrelógio individuais para uma distância total de 73,2 km (onde a 9. ª etapa longa de 35 km e a 20.º que escala um col de  1.ª categoria) e cinco etapas de montanha em-linha com chegadas à cimeira (a 7.ª etapa ao Grande Sasso, a 13.º a Crans-Montana, a 16.º ao Monte Bondone, a 18.º ao Val di Zoldo e a 19.º aos Tre Cimeira di Lavaredo). Pela primeira vez, a Cume Coppi está localizada ao col trans-fronteiriço do grande Santo-Bernard (altitude 2 469 m) superado durante a 13. ª etapa. A Cume Pantani está atribuída à cimeira do Grande Sasso (chegada da 7. ª etapa). O 2.º, 5.º, 6.º, 11.º, 17.º e 21. ª etapas são as que poderiam o melhor facilitar aos sprinters.

## Equipas participantes
| Equipes WorldTeam (18)- AG2R Citroën Team - Soudal Quick-Step - Ineos Grenadiers - Intermarché-Circus-Wanty - Alpecin-Deceuninck - Astana Qazaqstan Team - Bahrain Victorious - Bora-Hansgrohe - Cofidis - EF Education-EasyPost - Groupama-FDJ - Jumbo-Visma - Movistar Team - Arkéa-Samsic - Team DSM - Team Jayco AlUla - Trek-Segafredo - UAE Team Emirates Equipes ProTeam (4)- Eolo-Kometa - Green Project-Bardiani CSF-Faizanè - Israel-Premier Tech - Team Corratec-Selle Italia |
| |

### Favoritos e principais participantes

#### Para a classificação geral
Ambos grandes favoritos para a classificação geral são o esloveno Primož Roglič (Jumbo-Visma) e o Belga campeão do mundo Remco Evenepoel (Soudal Quick-Step). Seis semanas antes, ambos corredores se confrontaram na Volta à Catalunha onde Roglič avançou sobre o Belga com 6 segundos à classificação geral, ambos corredores que têm a cada um conseguido duas etapas. Mas Evenepoel chega forma após um longo estágio em altitude em Tenerife especificado por um duplo realizado a Liège-Bastogne-Liège duas semanas antes a saída do Giro e deveria também apreciar o traçado com mais de 70 km disputados em contrarrelógio enquanto Roglič, também vencedor no que vai de ano a Tirreno-Adriático quererá marcar o duelo perdido contra o Belga na a Volta 2022 (abandono após uma queda do esloveno enquanto era segundo da classificação geral). Roglič deveria poder contar uma forte equipa Jumbo-Visma com Sepp Kuss e Tobias Foss como tenentes mas este último foi finalmente afastado devido a contaminação com COVID-19 ao igual que Wilco Kelderman e Robert Gesink. A seu lado Evenepoel é secundado principalmente por Jan Hirt e Ilan Van Wilder.
Em frente a estes dois favoritos, quatro dúos de jogadores podem plenamente rivalizar. Aquele da equipa UAE Emirates composto do português João Almeida, terceiro da Volta à Catalunha e do australiano Jay Vine, aquele do team Ineos Grenadiers com o veterano britânico Geraint Thomas, terceiro do último Tour de France e seu compatriota Tao Geoghegan Hart, vencedor do Giro d'Italia de 2020 e recente laureado da Tour dos Alpes, aquele da equipa Bora Hansgrohe que compreende o Russo Alexander Vlasov e o alemão Lennard Kämna e aquele da Bahrain Victorious com o australiano Jack Haig e o colombiano Santiago de Chile Buitrago, terceiro de Liège-Bastogne-Liège.
Entre os demais favoritos ou outsiders, pode-se também citar o italiano Damiano Caruso (Bahrain Victorious), o neerlandês Thymen Arensman (Ineos Grenadiers), os franceses Thibaut Pinot (Groupama FDJ) e Pavel Sivakov (Ineos Grenadiers) bem como o colombiano Rigoberto Urán (EF education) ou ainda seu jovem jogador irlandês Ben Healy, muito em vista durante as clássicas ardenesas e que descobre o Giro.

## Percorrido
| Etapa | Data       | Percurso                            | type                      | Distância (km) | Elevação (m) | Vencedor               | Líder geral        |
| ----- | ---------- | ----------------------------------- | ------------------------- | -------------- | ------------ | ---------------------- | ------------------ |
| 1     | 6 mai.     | Fossacesia – Ortona                 | contrarrelógio individual | 19,6           | 100 m        | Remco Evenepoel        | Remco Evenepoel    |
| 2     | 7 mai.     | Téramo – San Salvo                  | etapa plana               | 202            | 1 400 m      | Jonathan Milan         | Remco Evenepoel    |
| 3     | 8 mai.     | Vasto – Melfi                       | etapa escarpada           | 216            | 1 400 m      | Michael Matthews       | Remco Evenepoel    |
| 4     | 9 mai.     | Venosa – Laceno                     | média montanha            | 175            | 3 500 m      | Aurélien Paret-Peintre | Andreas Leknessund |
| 5     | 10 mai.    | Atripalda – Salerno                 | etapa escarpada           | 171            | 2 400 m      | Kaden Groves           | Andreas Leknessund |
| 6     | 11 mai.    | Nápoles – Nápoles                   | etapa escarpada           | 162            | 2 800 m      | Mads Pedersen          | Andreas Leknessund |
| 7     | 12 mai.    | Cápua – Gran Sasso                  | alta montanha             | 218            | 3 900 m      | Davide Bais            | Andreas Leknessund |
| 8     | 13 mai.    | Terni – Fossombrone                 | etapa escarpada           | 207            | 2 500 m      | Ben Healy              | Andreas Leknessund |
| 9     | 14 mai.    | Savignano sul Rubicone – Cesena     | contrarrelógio individual | 35             | 50 m         | Remco Evenepoel        | Remco Evenepoel    |
|       | 15 de maio | Dia de descanso                     | Dia de descanso           |                |              |                        |                    |
| 10    | 16 mai.    | Scandiano – Viareggio               | etapa escarpada           | 196            | 2 600 m      | Magnus Cort            | Geraint Thomas     |
| 11    | 17 mai.    | Camaiore – Tortona                  | etapa plana               | 219            | 2 100 m      | Pascal Ackermann       | Geraint Thomas     |
| 12    | 18 mai.    | Bra – Rivoli                        | etapa escarpada           | 179            | 2 300 m      | Nico Denz              | Geraint Thomas     |
| 13    | 19 mai.    | Borgofranco d'Ivrea – Crans-Montana | alta montanha             | 74,6           | 2 500 m      | Einer Rubio            | Geraint Thomas     |
| 14    | 20 mai.    | Sierre – Cassano Magnago            | etapa escarpada           | 193            | 1 600 m      | Nico Denz              | Bruno Armirail     |
| 15    | 21 mai.    | Seregno – Bérgamo                   | alta montanha             | 195            | 3 600 m      | Brandon McNulty        | Bruno Armirail     |
|       | 22 de maio | Dia de descanso                     | Dia de descanso           |                |              |                        |                    |
| 16    | 23 mai.    | Sabbio Chiese – Monte Bondone       | alta montanha             | 203            | 5 200 m      | João Almeida           | Geraint Thomas     |
| 17    | 24 mai.    | Pergine Valsugana – Caorle          | etapa plana               | 195            | 300 m        | Alberto Dainese        | Geraint Thomas     |
| 18    | 25 mai.    | Oderzo – Val di Zoldo               | média montanha            | 161            | 3 700 m      | Filippo Zana           | Geraint Thomas     |
| 19    | 26 mai.    | Longarone – Três cumes do Lavaredo  | alta montanha             | 183            | 5 400 m      | Santiago Buitrago      | Geraint Thomas     |
| 20    | 27 mai.    | Tarvisio – Monte Lussari            | cronoescalada             | 18,6           | 1 050 m      | Primož Roglič          | Primož Roglič      |
| 21    | 28 mai.    | Roma – Roma                         | etapa plana               | 126            | 500 m        | Mark Cavendish         | Primož Roglič      |

## Classificações finais
As classificações finalizaram da seguinte forma:

### Classificação geral(Maglia Rosa)
| \| Classificação geral \| Classificação geral \| Classificação geral \| Classificação geral \| Classificação geral \| \| Ciclista \| Ciclista \| Equipe \| Tempo \| \| \| ------------------- \| ---------------------- \| ------------------- \| ------------------- \| ------------------- \| \| 1. \| Primož Roglič \| Jumbo-Visma \| 85h29m02s \| \| \| 2. \| Geraint Thomas \| Ineos Grenadiers \| + 14s \| \| \| 3. \| João Almeida \| UAE Team Emirates \| + 1m15s \| \| \| 4. \| Damiano Caruso \| Bahrain Victorious \| + 4m40s \| \| \| 5. \| Thibaut Pinot \| Groupama-FDJ \| + 5m43s \| \| \| 6. \| Thymen Arensman \| Ineos Grenadiers \| + 6m05s \| \| \| 7. \| Edward Dunbar \| Team Jayco AlUla \| + 7m30s \| \| \| 8. \| Andreas Leknessund \| Team DSM \| + 7m31s \| \| \| 9. \| Lennard Kämna \| Bora-Hansgrohe \| + 7m46s \| \| \| 10. \| Laurens De Plus \| Ineos Grenadiers \| + 9m08s \| \| \| 11. \| Einer Rubio \| Movistar Team \| + 10m43s \| \| \| 12. \| Ilan Van Wilder \| Soudal Quick-Step \| + 11m58s \| \| \| 13. \| Santiago Buitrago \| Bahrain Victorious \| + 12m21s \| \| \| 14. \| Sepp Kuss \| Jumbo-Visma \| + 13m09s \| \| \| 15. \| Aurélien Paret-Peintre \| AG2R Citroën Team \| + 14m13s \| \| \| 16. \| Bruno Armirail \| Groupama-FDJ \| + 17m16s \| \| \| 17. \| Warren Barguil \| Arkéa-Samsic \| + 24m06s \| \| \| 18. \| Filippo Zana \| Team Jayco AlUla \| + 33m22s \| \| \| 19. \| Jack Haig \| Bahrain Victorious \| + 34m46s \| \| \| 20. \| Patrick Konrad \| Bora-Hansgrohe \| + 37m57s \| \| |                        |                    |           |
| |                        |                    |           |
| Fonte: ProCyclingStats |                        |                    |           |
| Classificação geral |                        |                    |           |
| Ciclista | Ciclista               | Equipe             | Tempo     |
| 1. | Primož Roglič          | Jumbo-Visma        | 85h29m02s |
| 2. | Geraint Thomas         | Ineos Grenadiers   | + 14s     |
| 3. | João Almeida           | UAE Team Emirates  | + 1m15s   |
| 4. | Damiano Caruso         | Bahrain Victorious | + 4m40s   |
| 5. | Thibaut Pinot          | Groupama-FDJ       | + 5m43s   |
| 6. | Thymen Arensman        | Ineos Grenadiers   | + 6m05s   |
| 7. | Edward Dunbar          | Team Jayco AlUla   | + 7m30s   |
| 8. | Andreas Leknessund     | Team DSM           | + 7m31s   |
| 9. | Lennard Kämna          | Bora-Hansgrohe     | + 7m46s   |
| 10. | Laurens De Plus        | Ineos Grenadiers   | + 9m08s   |
| 11. | Einer Rubio            | Movistar Team      | + 10m43s  |
| 12. | Ilan Van Wilder        | Soudal Quick-Step  | + 11m58s  |
| 13. | Santiago Buitrago      | Bahrain Victorious | + 12m21s  |
| 14. | Sepp Kuss              | Jumbo-Visma        | + 13m09s  |
| 15. | Aurélien Paret-Peintre | AG2R Citroën Team  | + 14m13s  |
| 16. | Bruno Armirail         | Groupama-FDJ       | + 17m16s  |
| 17. | Warren Barguil         | Arkéa-Samsic       | + 24m06s  |
| 18. | Filippo Zana           | Team Jayco AlUla   | + 33m22s  |
| 19. | Jack Haig              | Bahrain Victorious | + 34m46s  |
| 20. | Patrick Konrad         | Bora-Hansgrohe     | + 37m57s  |

### Classificação por pontos(Maglia Ciclamino)
| Classificação por pontos | Classificação por pontos | Classificação por pontos | Classificação por pontos | Classificação por pontos |
| Ciclista                 | Ciclista                 | Equipe                   | Pontos                   |                          |
| ------------------------ | ------------------------ | ------------------------ | ------------------------ | ------------------------ |
| 1.                       | Jonathan Milan           | Bahrain Victorious       | 217 pts                  |                          |
| 2.                       | Derek Gee                | Israel-Premier Tech      | 164 pts                  |                          |
| 3.                       | Michael Matthews         | Team Jayco AlUla         | 101 pts                  |                          |
| 4.                       | Mark Cavendish           | Astana Qazaqstan Team    | 101 pts                  |                          |
| 5.                       | Pascal Ackermann         | UAE Team Emirates        | 95 pts                   |                          |
| 6.                       | Toms Skujiņš             | Trek-Segafredo           | 91 pts                   |                          |
| 7.                       | Nico Denz                | Bora-Hansgrohe           | 77 pts                   |                          |
| 8.                       | Magnus Cort              | EF Education-EasyPost    | 68 pts                   |                          |
| 9.                       | Alberto Dainese          | Team DSM                 | 63 pts                   |                          |
| 10.                      | Primož Roglič            | Jumbo-Visma              | 56 pts                   |                          |

### Classificação da montanha(Maglia Azzurra)
| Classificação da montanha | Classificação da montanha | Classificação da montanha          | Classificação da montanha | Classificação da montanha |
| Ciclista                  | Ciclista                  | Equipe                             | Pontos                    |                           |
| ------------------------- | ------------------------- | ---------------------------------- | ------------------------- | ------------------------- |
| 1.                        | Thibaut Pinot             | Groupama-FDJ                       | 237 pts                   |                           |
| 2.                        | Derek Gee                 | Israel-Premier Tech                | 200 pts                   |                           |
| 3.                        | Ben Healy                 | EF Education-EasyPost              | 164 pts                   |                           |
| 4.                        | Davide Bais               | Eolo-Kometa                        | 144 pts                   |                           |
| 5.                        | Einer Rubio               | Movistar Team                      | 118 pts                   |                           |
| 6.                        | Primož Roglič             | Jumbo-Visma                        | 86 pts                    |                           |
| 7.                        | Santiago Buitrago         | Bahrain Victorious                 | 82 pts                    |                           |
| 8.                        | Davide Gabburo            | Green Project-Bardiani CSF-Faizanè | 69 pts                    |                           |
| 9.                        | João Almeida              | UAE Team Emirates                  | 67 pts                    |                           |
| 10.                       | Aurélien Paret-Peintre    | AG2R Citroën Team                  | 56 pts                    |                           |

### Classificação dos jovens(Maglia Bianca)
| Classificação dos jovens | Classificação dos jovens | Classificação dos jovens | Classificação dos jovens | Classificação dos jovens |
| Ciclista                 | Ciclista                 | Equipe                   | Tempo                    |                          |
| ------------------------ | ------------------------ | ------------------------ | ------------------------ | ------------------------ |
| 1.                       | João Almeida             | UAE Team Emirates        | 85h30m17s                |                          |
| 2.                       | Thymen Arensman          | Ineos Grenadiers         | + 4m50s                  |                          |
| 3.                       | Andreas Leknessund       | Team DSM                 | + 6m16s                  |                          |
| 4.                       | Einer Rubio              | Movistar Team            | + 9m28s                  |                          |
| 5.                       | Ilan Van Wilder          | Soudal Quick-Step        | + 10m43s                 |                          |
| 6.                       | Santiago Buitrago        | Bahrain Victorious       | + 11m06s                 |                          |
| 7.                       | Filippo Zana             | Team Jayco AlUla         | + 32m07s                 |                          |
| 8.                       | Laurens Huys             | Intermarché-Circus-Wanty | + 51m03s                 |                          |
| 9.                       | Brandon McNulty          | UAE Team Emirates        | + 1h06m28s               |                          |
| 10.                      | Marco Frigo              | Israel-Premier Tech      | + 1h23m21s               |                          |

### Classificação dos sprint intermediários
| Classificação por velocidade | Classificação por velocidade | Classificação por velocidade | Classificação por velocidade | Classificação por velocidade |
| Ciclista                     | Ciclista                     | Equipe                       | Pontos                       |                              |
| ---------------------------- | ---------------------------- | ---------------------------- | ---------------------------- | ---------------------------- |

### Classificação da combatividade
| Classificação da combatividade | Classificação da combatividade | Classificação da combatividade | Classificação da combatividade | Classificação da combatividade |
| Ciclista                       | Ciclista                       | Equipe                         | Pontos                         |                                |
| ------------------------------ | ------------------------------ | ------------------------------ | ------------------------------ | ------------------------------ |

### Classificação por equipas"Super Team"
| Classificação por equipes | Classificação por equipes | Classificação por equipes | Classificação por equipes |
| Equipe                    | Equipe                    | Tempo                     |                           |
| ------------------------- | ------------------------- | ------------------------- | ------------------------- |
| 1.                        | Bahrain Victorious        | 256h21m18s                |                           |
| 2.                        | Ineos Grenadiers          | + 16m22s                  |                           |
| 3.                        | Jumbo-Visma               | + 30m40s                  |                           |
| 4.                        | UAE Team Emirates         | + 51m53s                  |                           |
| 5.                        | AG2R Citroën Team         | + 1h21m30s                |                           |
| 6.                        | Bora-Hansgrohe            | + 1h25m31s                |                           |
| 7.                        | Astana Qazaqstan Team     | + 1h31m44s                |                           |
| 8.                        | Team Jayco AlUla          | + 1h32m51s                |                           |
| 9.                        | Israel-Premier Tech       | + 1h51m54s                |                           |
| 10.                       | EF Education-EasyPost     | + 2h18m52s                |                           |

## Evolução das classificações
| Etapa |                           | Vencedor _             | Classificação geral | Prêmio por pontos | Prêmio de montanha | Juventude          | Disputa                | Metas volantes _ | Equipes _          |
| ----- | ------------------------- | ---------------------- | ------------------- | ----------------- | ------------------ | ------------------ | ---------------------- | ---------------- | ------------------ |
| 1     | contrarrelógio individual | Remco Evenepoel        | Remco Evenepoel     | Remco Evenepoel   | Tao Geoghegan Hart | Remco Evenepoel    | Rudy Molard            | não atribuído    | Ineos Grenadiers   |
| 2     | etapa plana               | Jonathan Milan         | Remco Evenepoel     | Jonathan Milan    | Paul Lapeira       | Remco Evenepoel    | Paul Lapeira           | Stefano Gandin   | UAE Team Emirates  |
| 3     | etapa escarpada           | Michael Matthews       | Remco Evenepoel     | Jonathan Milan    | Thibaut Pinot      | Remco Evenepoel    | Veljko Stojnić         | Stefano Gandin   | UAE Team Emirates  |
| 4     | média montanha            | Aurélien Paret-Peintre | Andreas Leknessund  | Jonathan Milan    | Thibaut Pinot      | Andreas Leknessund | Amanuel Gebrezgabihier | Stefano Gandin   | Ineos Grenadiers   |
| 5     | etapa escarpada           | Kaden Groves           | Andreas Leknessund  | Jonathan Milan    | Thibaut Pinot      | Andreas Leknessund | Stefano Gandin         | Stefano Gandin   | Ineos Grenadiers   |
| 6     | etapa escarpada           | Mads Pedersen          | Andreas Leknessund  | Jonathan Milan    | Thibaut Pinot      | Andreas Leknessund | Simon Clarke           | Stefano Gandin   | Ineos Grenadiers   |
| 7     | alta montanha             | Davide Bais            | Andreas Leknessund  | Jonathan Milan    | Davide Bais        | Andreas Leknessund | Henok Mulubrhan        | Stefano Gandin   | Ineos Grenadiers   |
| 8     | etapa escarpada           | Ben Healy              | Andreas Leknessund  | Jonathan Milan    | Davide Bais        | Andreas Leknessund | Ben Healy              | Stefano Gandin   | Ineos Grenadiers   |
| 9     | contrarrelógio individual | Remco Evenepoel        | Remco Evenepoel     | Jonathan Milan    | Davide Bais        | Remco Evenepoel    | Geraint Thomas         | Stefano Gandin   | Ineos Grenadiers   |
| 10    | etapa escarpada           | Magnus Cort            | Geraint Thomas      | Jonathan Milan    | Davide Bais        | João Almeida       | Derek Gee              | Stefano Gandin   | Ineos Grenadiers   |
| 11    | etapa plana               | Pascal Ackermann       | Geraint Thomas      | Jonathan Milan    | Davide Bais        | João Almeida       | Laurenz Rex            | Davide Bais      | Ineos Grenadiers   |
| 12    | etapa escarpada           | Nico Denz              | Geraint Thomas      | Jonathan Milan    | Davide Bais        | João Almeida       | Toms Skujiņš           | Davide Bais      | Jumbo-Visma        |
| 13    | alta montanha             | Einer Rubio            | Geraint Thomas      | Jonathan Milan    | Thibaut Pinot      | João Almeida       | Thibaut Pinot          | Davide Bais      | Jumbo-Visma        |
| 14    | etapa escarpada           | Nico Denz              | Bruno Armirail      | Jonathan Milan    | Davide Bais        | João Almeida       | Derek Gee              | Davide Bais      | Bahrain Victorious |
| 15    | alta montanha             | Brandon McNulty        | Bruno Armirail      | Jonathan Milan    | Davide Bais        | João Almeida       | Ben Healy              | Davide Bais      | Bahrain Victorious |
| 16    | alta montanha             | João Almeida           | Geraint Thomas      | Jonathan Milan    | Ben Healy          | João Almeida       | João Almeida           | Toms Skujiņš     | Bahrain Victorious |
| 17    | etapa plana               | Alberto Dainese        | Geraint Thomas      | Jonathan Milan    | Ben Healy          | João Almeida       | Thomas Champion        | Toms Skujiņš     | Bahrain Victorious |
| 18    | média montanha            | Filippo Zana           | Geraint Thomas      | Jonathan Milan    | Thibaut Pinot      | João Almeida       | Thibaut Pinot          | Thomas Champion  | Bahrain Victorious |
| 19    | alta montanha             | Santiago Buitrago      | Geraint Thomas      | Jonathan Milan    | Thibaut Pinot      | João Almeida       | Derek Gee              | Derek Gee        | Bahrain Victorious |
| 20    | cronoescalada             | Primož Roglič          | Primož Roglič       | Jonathan Milan    | Thibaut Pinot      | João Almeida       | Thibaut Pinot          | Derek Gee        | Bahrain Victorious |
| 21    | etapa plana               | Mark Cavendish         | Primož Roglič       | Jonathan Milan    | Thibaut Pinot      | João Almeida       | não atribuído          | Toms Skujiņš     | Bahrain Victorious |
| Final | Final                     |                        | Primož Roglič       | Jonathan Milan    | Thibaut Pinot      | João Almeida       | não atribuído          | Toms Skujiņš     | Bahrain Victorious |

## Ciclistas participantes e posições finais
| Soudal Quick-Step SOQ | Soudal Quick-Step SOQ                 | Soudal Quick-Step SOQ |
| --------------------- | ------------------------------------- | --------------------- |
| Num                   | Ciclista                              | Pos                   |
| 1                     | Remco Evenepoel (BEL) (estrada e CRI) | NP-10                 |
| 2                     | Davide Ballerini (ITA)                | NP-16                 |
| 3                     | Mattia Cattaneo (ITA)                 | NP-11                 |
| 4                     | Josef Černý (CZE)                     | NP-11                 |
| 5                     | Jan Hirt (CZE)                        | NP-11                 |
| 6                     | Pieter Serry (BEL)                    | 60.                   |
| 7                     | Ilan Van Wilder (BEL)                 | 12.                   |
| 8                     | Louis Vervaeke (BEL)                  | NP-11                 |

| AG2R Citroën Team ACT | AG2R Citroën Team ACT        | AG2R Citroën Team ACT |
| --------------------- | ---------------------------- | --------------------- |
| Num                   | Ciclista                     | Pos                   |
| 11                    | Aurélien Paret-Peintre (FRA) | 15.                   |
| 12                    | Alex Baudin (FRA)            | 73.                   |
| 13                    | Mikaël Cherel (FRA)          | DNF-12                |
| 14                    | Paul Lapeira (FRA)           | DNF-4                 |
| 15                    | Valentin Paret-Peintre (FRA) | 37.                   |
| 16                    | Nicolas Prodhomme (FRA)      | 23.                   |
| 17                    | Andrea Vendrame (ITA)        | NP-11                 |
| 18                    | Larry Warbasse (USA)         | 44.                   |

| Alpecin-Deceuninck ADC | Alpecin-Deceuninck ADC  | Alpecin-Deceuninck ADC |
| ---------------------- | ----------------------- | ---------------------- |
| Num                    | Ciclista                | Pos                    |
| 21                     | Stefano Oldani (ITA)    | 45.                    |
| 22                     | Nicola Conci (ITA)      | NP-7                   |
| 23                     | Kaden Groves (AUS)      | DNF-12                 |
| 24                     | Alexander Krieger (GER) | 121.                   |
| 25                     | Senne Leysen (BEL)      | 91.                    |
| 26                     | Oscar Riesebeek (NED)   | NP-10                  |
| 27                     | Kristian Sbaragli (ITA) | 85.                    |
| 28                     | Ramon Sinkeldam (NED)   | NP-5                   |

| Astana Qazaqstan Team AST | Astana Qazaqstan Team AST      | Astana Qazaqstan Team AST |
| ------------------------- | ------------------------------ | ------------------------- |
| Num                       | Ciclista                       | Pos                       |
| 31                        | Mark Cavendish (GBR) (estrada) | 120.                      |
| 32                        | Samuele Battistella (ITA)      | NP-14                     |
| 33                        | Joe Dombrowski (USA)           | 59.                       |
| 34                        | Gianni Moscon (ITA)            | 107.                      |
| 35                        | Vadim Pronskiy (KAZ)           | 43.                       |
| 36                        | Luis León Sánchez (ESP)        | 24.                       |
| 37                        | Christian Scaroni (ITA)        | 58.                       |
| 38                        | Simone Velasco (ITA)           | 26.                       |

| Bahrain Victorious TBV | Bahrain Victorious TBV          | Bahrain Victorious TBV |
| ---------------------- | ------------------------------- | ---------------------- |
| Num                    | Ciclista                        | Pos                    |
| 41                     | Jack Haig (AUS)                 | 19.                    |
| 42                     | Yukiya Arashiro (JPN) (estrada) | 123.                   |
| 43                     | Santiago Buitrago (COL)         | 13.                    |
| 44                     | Damiano Caruso (ITA)            | 4.                     |
| 45                     | Jonathan Milan (ITA)            | 103.                   |
| 46                     | Andrea Pasqualon (ITA)          | 65.                    |
| 47                     | Jasha Sütterlin (GER)           | 75.                    |
| 48                     | Edoardo Zambanini (ITA)         | 40.                    |

| Bora-Hansgrohe BOH | Bora-Hansgrohe BOH        | Bora-Hansgrohe BOH |
| ------------------ | ------------------------- | ------------------ |
| Num                | Ciclista                  | Pos                |
| 51                 | Aleksandr Vlasov          | DNF-10             |
| 52                 | Giovanni Aleotti (ITA)    | NP-7               |
| 53                 | Cesare Benedetti (POL)    | 102.               |
| 54                 | Nico Denz (GER)           | 57.                |
| 55                 | Bob Jungels (LUX) (CRI)   | 39.                |
| 56                 | Lennard Kämna (GER) (CRI) | 9.                 |
| 57                 | Patrick Konrad (AUT)      | 20.                |
| 58                 | Anton Palzer (GER)        | 51.                |

| Cofidis COF | Cofidis COF              | Cofidis COF |
| ----------- | ------------------------ | ----------- |
| Num         | Ciclista                 | Pos         |
| 61          | Simone Consonni (ITA)    | 111.        |
| 62          | François Bidard (FRA)    | 54.         |
| 63          | Davide Cimolai (ITA)     | NP-9        |
| 64          | Thomas Champion (FRA)    | 66.         |
| 65          | Alexandre Delettre (FRA) | 89.         |
| 66          | Jonathan Lastra (ESP)    | 35.         |
| 67          | Rémy Rochas (FRA)        | NP-5        |
| 68          | Hugo Toumire (FRA)       | 83.         |

| EF Education-EasyPost EFE | EF Education-EasyPost EFE    | EF Education-EasyPost EFE |
| ------------------------- | ---------------------------- | ------------------------- |
| Num                       | Ciclista                     | Pos                       |
| 71                        | Rigoberto Urán (COL)         | NP-10                     |
| 72                        | Jonathan Caicedo (ECU) (CRI) | NP-11                     |
| 73                        | Hugh Carthy (GBR)            | NP-19                     |
| 74                        | Alexander Cepeda (ECU)       | 53.                       |
| 75                        | Stefan de Bod (RSA) (CRI)    | NP-14                     |
| 76                        | Ben Healy (IRL) (CRI)        | 55.                       |
| 77                        | Alberto Bettiol (ITA)        | 48.                       |
| 78                        | Magnus Cort (DEN)            | 62.                       |

| Eolo-Kometa EOK | Eolo-Kometa EOK           | Eolo-Kometa EOK |
| --------------- | ------------------------- | --------------- |
| Num             | Ciclista                  | Pos             |
| 81              | Vincenzo Albanese (ITA)   | 70.             |
| 82              | Davide Bais (ITA)         | 81.             |
| 83              | Mattia Bais (ITA)         | 47.             |
| 84              | Erik Fetter (HUN) (CRI)   | DNF-10          |
| 85              | Lorenzo Fortunato (ITA)   | 21.             |
| 86              | Francesco Gavazzi (ITA)   | 67.             |
| 87              | Mirco Maestri (ITA)       | 78.             |
| 88              | Diego Pablo Sevilla (ESP) | 96.             |

| Green Project-Bardiani CSF-Faizanè BCF | Green Project-Bardiani CSF-Faizanè BCF | Green Project-Bardiani CSF-Faizanè BCF |
| -------------------------------------- | -------------------------------------- | -------------------------------------- |
| Num                                    | Ciclista                               | Pos                                    |
| 91                                     | Filippo Fiorelli (ITA)                 | 114.                                   |
| 92                                     | Luca Covili (ITA)                      | NP-18                                  |
| 93                                     | Davide Gabburo (ITA)                   | 64.                                    |
| 94                                     | Filippo Magli (ITA)                    | 106.                                   |
| 95                                     | Martin Marcellusi (ITA)                | 99.                                    |
| 96                                     | Henok Mulubrhan (ERI) (estrada)        | 87.                                    |
| 97                                     | Alessandro Tonelli (ITA)               | 42.                                    |
| 98                                     | Samuele Zoccarato (ITA)                | DNF-8                                  |

| Groupama-FDJ GFC | Groupama-FDJ GFC           | Groupama-FDJ GFC |
| ---------------- | -------------------------- | ---------------- |
| Num              | Ciclista                   | Pos              |
| 101              | Thibaut Pinot (FRA)        | 5.               |
| 102              | Bruno Armirail (FRA) (CRI) | 16.              |
| 103              | Ignatas Konovalovas (LTU)  | 105.             |
| 104              | Stefan Küng (SUI)          | NP-10            |
| 105              | Fabian Lienhard (SUI)      | 113.             |
| 106              | Rudy Molard (FRA)          | 69.              |
| 107              | Jake Stewart (GBR)         | 92.              |
| 109              | Lars van den Berg (NED)    | NP-8             |

| Ineos Grenadiers IGD | Ineos Grenadiers IGD      | Ineos Grenadiers IGD |
| -------------------- | ------------------------- | -------------------- |
| Num                  | Ciclista                  | Pos                  |
| 111                  | Tao Geoghegan Hart (GBR)  | DNF-11               |
| 112                  | Thymen Arensman (NED)     | 6.                   |
| 113                  | Laurens De Plus (BEL)     | 10.                  |
| 114                  | Filippo Ganna (ITA) (CRI) | NP-8                 |
| 115                  | Salvatore Puccio (ITA)    | 72.                  |
| 116                  | Pavel Sivakov (FRA)       | DNF-16               |
| 117                  | Ben Swift (GBR)           | 61.                  |
| 118                  | Geraint Thomas (GBR)      | 2.                   |

| Intermarché-Circus-Wanty ICW | Intermarché-Circus-Wanty ICW | Intermarché-Circus-Wanty ICW |
| ---------------------------- | ---------------------------- | ---------------------------- |
| Num                          | Ciclista                     | Pos                          |
| 121                          | Lorenzo Rota (ITA)           | 46.                          |
| 122                          | Niccolò Bonifazio (ITA)      | NP-18                        |
| 123                          | Sven Erik Bystrøm (NOR)      | NP-10                        |
| 124                          | Laurens Huys (BEL)           | 27.                          |
| 125                          | Arne Marit (BEL)             | 112.                         |
| 126                          | Simone Petilli (ITA)         | DNF-10                       |
| 127                          | Laurenz Rex (BEL)            | 88.                          |
| 128                          | Rein Taaramäe (EST) (CRI)    | NP-10                        |

| Israel-Premier Tech IPT | Israel-Premier Tech IPT  | Israel-Premier Tech IPT |
| ----------------------- | ------------------------ | ----------------------- |
| Num                     | Ciclista                 | Pos                     |
| 131                     | Domenico Pozzovivo (ITA) | NP-10                   |
| 132                     | Sebastian Berwick (AUS)  | 71.                     |
| 133                     | Simon Clarke (AUS)       | NP-16                   |
| 134                     | Marco Frigo (ITA)        | 32.                     |
| 135                     | Derek Gee (CAN) (CRI)    | 22.                     |
| 136                     | Matthew Riccitello (USA) | 56.                     |
| 137                     | Mads Würtz (DEN)         | NP-10                   |
| 138                     | Stephen Williams (GBR)   | 93.                     |

| Jumbo-Visma TJV | Jumbo-Visma TJV       | Jumbo-Visma TJV |
| --------------- | --------------------- | --------------- |
| Num             | Ciclista              | Pos             |
| 141             | Primož Roglič (SLO)   | 1.              |
| 142             | Edoardo Affini (ITA)  | 94.             |
| 143             | Koen Bouwman (NED)    | 25.             |
| 144             | Rohan Dennis (AUS)    | 41.             |
| 145             | Michel Hessmann (GER) | 33.             |
| 146             | Sepp Kuss (USA)       | 14.             |
| 147             | Thomas Gloag (GBR)    | 76.             |
| 148             | Sam Oomen (NED)       | 36.             |

| Movistar Team MOV | Movistar Team MOV                  | Movistar Team MOV |
| ----------------- | ---------------------------------- | ----------------- |
| Num               | Ciclista                           | Pos               |
| 151               | Fernando Gaviria (COL)             | 118.              |
| 152               | William Barta (USA)                | 52.               |
| 153               | Max Kanter (GER)                   | 110.              |
| 154               | Óscar Rodríguez Garaicoechea (ESP) | DNF-11            |
| 155               | José Joaquín Rojas (ESP)           | 79.               |
| 156               | Einer Rubio (COL)                  | 11.               |
| 157               | Albert Torres (ESP)                | 122.              |
| 158               | Carlos Verona (ESP)                | 49.               |

| Arkéa-Samsic ARK | Arkéa-Samsic ARK         | Arkéa-Samsic ARK |
| ---------------- | ------------------------ | ---------------- |
| Num              | Ciclista                 | Pos              |
| 161              | Warren Barguil (FRA)     | 17.              |
| 162              | Maxime Bouet (FRA)       | 80.              |
| 163              | David Dekker (NED)       | DNF-8            |
| 164              | Thibault Guernalec (FRA) | 90.              |
| 165              | Michel Ries (LUX)        | 86.              |
| 166              | Alan Riou (FRA)          | 116.             |
| 167              | Clément Russo (FRA)      | NP-6             |
| 168              | Alessandro Verre (ITA)   | DNF-14           |

| Team Corratec-Selle Italia COR | Team Corratec-Selle Italia COR | Team Corratec-Selle Italia COR |
| ------------------------------ | ------------------------------ | ------------------------------ |
| Num                            | Ciclista                       | Pos                            |
| 171                            | Valerio Conti (ITA)            | NP-5                           |
| 172                            | Nicolas Dalla Valle (ITA)      | 125.                           |
| 173                            | Stefano Gandin (ITA)           | NP-11                          |
| 174                            | Alessandro Iacchi (ITA)        | 119.                           |
| 175                            | Alexander Konychev (ITA)       | 100.                           |
| 176                            | Charlie Quaterman (GBR)        | 115.                           |
| 177                            | Veljko Stojnić (SRB)           | 101.                           |
| 178                            | Karel Vacek (CZE)              | 84.                            |

| Team DSM DSM | Team DSM DSM                  | Team DSM DSM |
| ------------ | ----------------------------- | ------------ |
| Num          | Ciclista                      | Pos          |
| 181          | Andreas Leknessund (NOR)      | 8.           |
| 182          | Alberto Dainese (ITA)         | 124.         |
| 183          | Jonas Iversby Hvideberg (NOR) | 117.         |
| 184          | Niklas Märkl (GER)            | 104.         |
| 185          | Marius Mayrhofer (GER)        | 74.          |
| 186          | Florian Stork (GER)           | DNF-8        |
| 187          | Martijn Tusveld (NED)         | DNF-10       |
| 188          | Harm Vanhoucke (BEL)          | DNF-12       |

| Team Jayco AlUla JAY | Team Jayco AlUla JAY         | Team Jayco AlUla JAY |
| -------------------- | ---------------------------- | -------------------- |
| Num                  | Ciclista                     | Pos                  |
| 191                  | Michael Matthews (AUS)       | 63.                  |
| 192                  | Alessandro De Marchi (ITA)   | 38.                  |
| 193                  | Edward Dunbar (IRL)          | 7.                   |
| 194                  | Michael Hepburn (AUS)        | 77.                  |
| 195                  | Lukas Pöstlberger (AUT)      | 95.                  |
| 196                  | Callum Scotson (AUS)         | NP-10                |
| 197                  | Campbell Stewart (NZL)       | 108.                 |
| 198                  | Filippo Zana (ITA) (estrada) | 18.                  |

| Trek-Segafredo TFS | Trek-Segafredo TFS           | Trek-Segafredo TFS |
| ------------------ | ---------------------------- | ------------------ |
| Num                | Ciclista                     | Pos                |
| 201                | Mads Pedersen (DEN)          | NP-13              |
| 202                | Amanuel Gebrezgabihier (ERI) | NP-16              |
| 203                | Daan Hoole (NED)             | 109.               |
| 204                | Alex Kirsch (LUX)            | 97.                |
| 205                | Bauke Mollema (NED) (CRI)    | 50.                |
| 206                | Toms Skujiņš (LAT) (CRI)     | 31.                |
| 207                | Natnael Tesfatsion (ERI)     | NP-11              |
| 208                | Otto Vergaerde (BEL)         | 98.                |

| UAE Team Emirates UAD | UAE Team Emirates UAD        | UAE Team Emirates UAD |
| --------------------- | ---------------------------- | --------------------- |
| Num                   | Ciclista                     | Pos                   |
| 211                   | João Almeida (POR) (estrada) | 3.                    |
| 212                   | Pascal Ackermann (GER)       | 82.                   |
| 213                   | Alessandro Covi (ITA)        | NP-12                 |
| 214                   | Davide Formolo (ITA)         | 30.                   |
| 215                   | Ryan Gibbons (RSA)           | 68.                   |
| 216                   | Brandon McNulty (USA)        | 29.                   |
| 217                   | Diego Ulissi (ITA)           | 28.                   |
| 218                   | Jay Vine (AUS) (CRI)         | 34.                   |

| Soudal Quick-Step SOQ | Soudal Quick-Step SOQ                 | Soudal Quick-Step SOQ |
| --------------------- | ------------------------------------- | --------------------- |
| Num                   | Ciclista                              | Pos                   |
| 1                     | Remco Evenepoel (BEL) (estrada e CRI) | NP-10                 |
| 2                     | Davide Ballerini (ITA)                | NP-16                 |
| 3                     | Mattia Cattaneo (ITA)                 | NP-11                 |
| 4                     | Josef Černý (CZE)                     | NP-11                 |
| 5                     | Jan Hirt (CZE)                        | NP-11                 |
| 6                     | Pieter Serry (BEL)                    | 60.                   |
| 7                     | Ilan Van Wilder (BEL)                 | 12.                   |
| 8                     | Louis Vervaeke (BEL)                  | NP-11                 |

| AG2R Citroën Team ACT | AG2R Citroën Team ACT        | AG2R Citroën Team ACT |
| --------------------- | ---------------------------- | --------------------- |
| Num                   | Ciclista                     | Pos                   |
| 11                    | Aurélien Paret-Peintre (FRA) | 15.                   |
| 12                    | Alex Baudin (FRA)            | 73.                   |
| 13                    | Mikaël Cherel (FRA)          | DNF-12                |
| 14                    | Paul Lapeira (FRA)           | DNF-4                 |
| 15                    | Valentin Paret-Peintre (FRA) | 37.                   |
| 16                    | Nicolas Prodhomme (FRA)      | 23.                   |
| 17                    | Andrea Vendrame (ITA)        | NP-11                 |
| 18                    | Larry Warbasse (USA)         | 44.                   |

| Alpecin-Deceuninck ADC | Alpecin-Deceuninck ADC  | Alpecin-Deceuninck ADC |
| ---------------------- | ----------------------- | ---------------------- |
| Num                    | Ciclista                | Pos                    |
| 21                     | Stefano Oldani (ITA)    | 45.                    |
| 22                     | Nicola Conci (ITA)      | NP-7                   |
| 23                     | Kaden Groves (AUS)      | DNF-12                 |
| 24                     | Alexander Krieger (GER) | 121.                   |
| 25                     | Senne Leysen (BEL)      | 91.                    |
| 26                     | Oscar Riesebeek (NED)   | NP-10                  |
| 27                     | Kristian Sbaragli (ITA) | 85.                    |
| 28                     | Ramon Sinkeldam (NED)   | NP-5                   |

| Astana Qazaqstan Team AST | Astana Qazaqstan Team AST      | Astana Qazaqstan Team AST |
| ------------------------- | ------------------------------ | ------------------------- |
| Num                       | Ciclista                       | Pos                       |
| 31                        | Mark Cavendish (GBR) (estrada) | 120.                      |
| 32                        | Samuele Battistella (ITA)      | NP-14                     |
| 33                        | Joe Dombrowski (USA)           | 59.                       |
| 34                        | Gianni Moscon (ITA)            | 107.                      |
| 35                        | Vadim Pronskiy (KAZ)           | 43.                       |
| 36                        | Luis León Sánchez (ESP)        | 24.                       |
| 37                        | Christian Scaroni (ITA)        | 58.                       |
| 38                        | Simone Velasco (ITA)           | 26.                       |

| Bahrain Victorious TBV | Bahrain Victorious TBV          | Bahrain Victorious TBV |
| ---------------------- | ------------------------------- | ---------------------- |
| Num                    | Ciclista                        | Pos                    |
| 41                     | Jack Haig (AUS)                 | 19.                    |
| 42                     | Yukiya Arashiro (JPN) (estrada) | 123.                   |
| 43                     | Santiago Buitrago (COL)         | 13.                    |
| 44                     | Damiano Caruso (ITA)            | 4.                     |
| 45                     | Jonathan Milan (ITA)            | 103.                   |
| 46                     | Andrea Pasqualon (ITA)          | 65.                    |
| 47                     | Jasha Sütterlin (GER)           | 75.                    |
| 48                     | Edoardo Zambanini (ITA)         | 40.                    |

| Bora-Hansgrohe BOH | Bora-Hansgrohe BOH        | Bora-Hansgrohe BOH |
| ------------------ | ------------------------- | ------------------ |
| Num                | Ciclista                  | Pos                |
| 51                 | Aleksandr Vlasov          | DNF-10             |
| 52                 | Giovanni Aleotti (ITA)    | NP-7               |
| 53                 | Cesare Benedetti (POL)    | 102.               |
| 54                 | Nico Denz (GER)           | 57.                |
| 55                 | Bob Jungels (LUX) (CRI)   | 39.                |
| 56                 | Lennard Kämna (GER) (CRI) | 9.                 |
| 57                 | Patrick Konrad (AUT)      | 20.                |
| 58                 | Anton Palzer (GER)        | 51.                |

| Cofidis COF | Cofidis COF              | Cofidis COF |
| ----------- | ------------------------ | ----------- |
| Num         | Ciclista                 | Pos         |
| 61          | Simone Consonni (ITA)    | 111.        |
| 62          | François Bidard (FRA)    | 54.         |
| 63          | Davide Cimolai (ITA)     | NP-9        |
| 64          | Thomas Champion (FRA)    | 66.         |
| 65          | Alexandre Delettre (FRA) | 89.         |
| 66          | Jonathan Lastra (ESP)    | 35.         |
| 67          | Rémy Rochas (FRA)        | NP-5        |
| 68          | Hugo Toumire (FRA)       | 83.         |

| EF Education-EasyPost EFE | EF Education-EasyPost EFE    | EF Education-EasyPost EFE |
| ------------------------- | ---------------------------- | ------------------------- |
| Num                       | Ciclista                     | Pos                       |
| 71                        | Rigoberto Urán (COL)         | NP-10                     |
| 72                        | Jonathan Caicedo (ECU) (CRI) | NP-11                     |
| 73                        | Hugh Carthy (GBR)            | NP-19                     |
| 74                        | Alexander Cepeda (ECU)       | 53.                       |
| 75                        | Stefan de Bod (RSA) (CRI)    | NP-14                     |
| 76                        | Ben Healy (IRL) (CRI)        | 55.                       |
| 77                        | Alberto Bettiol (ITA)        | 48.                       |
| 78                        | Magnus Cort (DEN)            | 62.                       |

| Eolo-Kometa EOK | Eolo-Kometa EOK           | Eolo-Kometa EOK |
| --------------- | ------------------------- | --------------- |
| Num             | Ciclista                  | Pos             |
| 81              | Vincenzo Albanese (ITA)   | 70.             |
| 82              | Davide Bais (ITA)         | 81.             |
| 83              | Mattia Bais (ITA)         | 47.             |
| 84              | Erik Fetter (HUN) (CRI)   | DNF-10          |
| 85              | Lorenzo Fortunato (ITA)   | 21.             |
| 86              | Francesco Gavazzi (ITA)   | 67.             |
| 87              | Mirco Maestri (ITA)       | 78.             |
| 88              | Diego Pablo Sevilla (ESP) | 96.             |

| Green Project-Bardiani CSF-Faizanè BCF | Green Project-Bardiani CSF-Faizanè BCF | Green Project-Bardiani CSF-Faizanè BCF |
| -------------------------------------- | -------------------------------------- | -------------------------------------- |
| Num                                    | Ciclista                               | Pos                                    |
| 91                                     | Filippo Fiorelli (ITA)                 | 114.                                   |
| 92                                     | Luca Covili (ITA)                      | NP-18                                  |
| 93                                     | Davide Gabburo (ITA)                   | 64.                                    |
| 94                                     | Filippo Magli (ITA)                    | 106.                                   |
| 95                                     | Martin Marcellusi (ITA)                | 99.                                    |
| 96                                     | Henok Mulubrhan (ERI) (estrada)        | 87.                                    |
| 97                                     | Alessandro Tonelli (ITA)               | 42.                                    |
| 98                                     | Samuele Zoccarato (ITA)                | DNF-8                                  |

| Groupama-FDJ GFC | Groupama-FDJ GFC           | Groupama-FDJ GFC |
| ---------------- | -------------------------- | ---------------- |
| Num              | Ciclista                   | Pos              |
| 101              | Thibaut Pinot (FRA)        | 5.               |
| 102              | Bruno Armirail (FRA) (CRI) | 16.              |
| 103              | Ignatas Konovalovas (LTU)  | 105.             |
| 104              | Stefan Küng (SUI)          | NP-10            |
| 105              | Fabian Lienhard (SUI)      | 113.             |
| 106              | Rudy Molard (FRA)          | 69.              |
| 107              | Jake Stewart (GBR)         | 92.              |
| 109              | Lars van den Berg (NED)    | NP-8             |

| Ineos Grenadiers IGD | Ineos Grenadiers IGD      | Ineos Grenadiers IGD |
| -------------------- | ------------------------- | -------------------- |
| Num                  | Ciclista                  | Pos                  |
| 111                  | Tao Geoghegan Hart (GBR)  | DNF-11               |
| 112                  | Thymen Arensman (NED)     | 6.                   |
| 113                  | Laurens De Plus (BEL)     | 10.                  |
| 114                  | Filippo Ganna (ITA) (CRI) | NP-8                 |
| 115                  | Salvatore Puccio (ITA)    | 72.                  |
| 116                  | Pavel Sivakov (FRA)       | DNF-16               |
| 117                  | Ben Swift (GBR)           | 61.                  |
| 118                  | Geraint Thomas (GBR)      | 2.                   |

| Intermarché-Circus-Wanty ICW | Intermarché-Circus-Wanty ICW | Intermarché-Circus-Wanty ICW |
| ---------------------------- | ---------------------------- | ---------------------------- |
| Num                          | Ciclista                     | Pos                          |
| 121                          | Lorenzo Rota (ITA)           | 46.                          |
| 122                          | Niccolò Bonifazio (ITA)      | NP-18                        |
| 123                          | Sven Erik Bystrøm (NOR)      | NP-10                        |
| 124                          | Laurens Huys (BEL)           | 27.                          |
| 125                          | Arne Marit (BEL)             | 112.                         |
| 126                          | Simone Petilli (ITA)         | DNF-10                       |
| 127                          | Laurenz Rex (BEL)            | 88.                          |
| 128                          | Rein Taaramäe (EST) (CRI)    | NP-10                        |

| Israel-Premier Tech IPT | Israel-Premier Tech IPT  | Israel-Premier Tech IPT |
| ----------------------- | ------------------------ | ----------------------- |
| Num                     | Ciclista                 | Pos                     |
| 131                     | Domenico Pozzovivo (ITA) | NP-10                   |
| 132                     | Sebastian Berwick (AUS)  | 71.                     |
| 133                     | Simon Clarke (AUS)       | NP-16                   |
| 134                     | Marco Frigo (ITA)        | 32.                     |
| 135                     | Derek Gee (CAN) (CRI)    | 22.                     |
| 136                     | Matthew Riccitello (USA) | 56.                     |
| 137                     | Mads Würtz (DEN)         | NP-10                   |
| 138                     | Stephen Williams (GBR)   | 93.                     |

| Jumbo-Visma TJV | Jumbo-Visma TJV       | Jumbo-Visma TJV |
| --------------- | --------------------- | --------------- |
| Num             | Ciclista              | Pos             |
| 141             | Primož Roglič (SLO)   | 1.              |
| 142             | Edoardo Affini (ITA)  | 94.             |
| 143             | Koen Bouwman (NED)    | 25.             |
| 144             | Rohan Dennis (AUS)    | 41.             |
| 145             | Michel Hessmann (GER) | 33.             |
| 146             | Sepp Kuss (USA)       | 14.             |
| 147             | Thomas Gloag (GBR)    | 76.             |
| 148             | Sam Oomen (NED)       | 36.             |

| Movistar Team MOV | Movistar Team MOV                  | Movistar Team MOV |
| ----------------- | ---------------------------------- | ----------------- |
| Num               | Ciclista                           | Pos               |
| 151               | Fernando Gaviria (COL)             | 118.              |
| 152               | William Barta (USA)                | 52.               |
| 153               | Max Kanter (GER)                   | 110.              |
| 154               | Óscar Rodríguez Garaicoechea (ESP) | DNF-11            |
| 155               | José Joaquín Rojas (ESP)           | 79.               |
| 156               | Einer Rubio (COL)                  | 11.               |
| 157               | Albert Torres (ESP)                | 122.              |
| 158               | Carlos Verona (ESP)                | 49.               |

| Arkéa-Samsic ARK | Arkéa-Samsic ARK         | Arkéa-Samsic ARK |
| ---------------- | ------------------------ | ---------------- |
| Num              | Ciclista                 | Pos              |
| 161              | Warren Barguil (FRA)     | 17.              |
| 162              | Maxime Bouet (FRA)       | 80.              |
| 163              | David Dekker (NED)       | DNF-8            |
| 164              | Thibault Guernalec (FRA) | 90.              |
| 165              | Michel Ries (LUX)        | 86.              |
| 166              | Alan Riou (FRA)          | 116.             |
| 167              | Clément Russo (FRA)      | NP-6             |
| 168              | Alessandro Verre (ITA)   | DNF-14           |

| Team Corratec-Selle Italia COR | Team Corratec-Selle Italia COR | Team Corratec-Selle Italia COR |
| ------------------------------ | ------------------------------ | ------------------------------ |
| Num                            | Ciclista                       | Pos                            |
| 171                            | Valerio Conti (ITA)            | NP-5                           |
| 172                            | Nicolas Dalla Valle (ITA)      | 125.                           |
| 173                            | Stefano Gandin (ITA)           | NP-11                          |
| 174                            | Alessandro Iacchi (ITA)        | 119.                           |
| 175                            | Alexander Konychev (ITA)       | 100.                           |
| 176                            | Charlie Quaterman (GBR)        | 115.                           |
| 177                            | Veljko Stojnić (SRB)           | 101.                           |
| 178                            | Karel Vacek (CZE)              | 84.                            |

| Team DSM DSM | Team DSM DSM                  | Team DSM DSM |
| ------------ | ----------------------------- | ------------ |
| Num          | Ciclista                      | Pos          |
| 181          | Andreas Leknessund (NOR)      | 8.           |
| 182          | Alberto Dainese (ITA)         | 124.         |
| 183          | Jonas Iversby Hvideberg (NOR) | 117.         |
| 184          | Niklas Märkl (GER)            | 104.         |
| 185          | Marius Mayrhofer (GER)        | 74.          |
| 186          | Florian Stork (GER)           | DNF-8        |
| 187          | Martijn Tusveld (NED)         | DNF-10       |
| 188          | Harm Vanhoucke (BEL)          | DNF-12       |

| Team Jayco AlUla JAY | Team Jayco AlUla JAY         | Team Jayco AlUla JAY |
| -------------------- | ---------------------------- | -------------------- |
| Num                  | Ciclista                     | Pos                  |
| 191                  | Michael Matthews (AUS)       | 63.                  |
| 192                  | Alessandro De Marchi (ITA)   | 38.                  |
| 193                  | Edward Dunbar (IRL)          | 7.                   |
| 194                  | Michael Hepburn (AUS)        | 77.                  |
| 195                  | Lukas Pöstlberger (AUT)      | 95.                  |
| 196                  | Callum Scotson (AUS)         | NP-10                |
| 197                  | Campbell Stewart (NZL)       | 108.                 |
| 198                  | Filippo Zana (ITA) (estrada) | 18.                  |

| Trek-Segafredo TFS | Trek-Segafredo TFS           | Trek-Segafredo TFS |
| ------------------ | ---------------------------- | ------------------ |
| Num                | Ciclista                     | Pos                |
| 201                | Mads Pedersen (DEN)          | NP-13              |
| 202                | Amanuel Gebrezgabihier (ERI) | NP-16              |
| 203                | Daan Hoole (NED)             | 109.               |
| 204                | Alex Kirsch (LUX)            | 97.                |
| 205                | Bauke Mollema (NED) (CRI)    | 50.                |
| 206                | Toms Skujiņš (LAT) (CRI)     | 31.                |
| 207                | Natnael Tesfatsion (ERI)     | NP-11              |
| 208                | Otto Vergaerde (BEL)         | 98.                |

| UAE Team Emirates UAD | UAE Team Emirates UAD        | UAE Team Emirates UAD |
| --------------------- | ---------------------------- | --------------------- |
| Num                   | Ciclista                     | Pos                   |
| 211                   | João Almeida (POR) (estrada) | 3.                    |
| 212                   | Pascal Ackermann (GER)       | 82.                   |
| 213                   | Alessandro Covi (ITA)        | NP-12                 |
| 214                   | Davide Formolo (ITA)         | 30.                   |
| 215                   | Ryan Gibbons (RSA)           | 68.                   |
| 216                   | Brandon McNulty (USA)        | 29.                   |
| 217                   | Diego Ulissi (ITA)           | 28.                   |
| 218                   | Jay Vine (AUS) (CRI)         | 34.                   |

Convenções:
- AB-N: Abandono na etapa "N"
- FLT-N: Retiro por chegada fora do limite de tempo na etapa "N"
- NTS-N: Não tomou a saída para a etapa "N"
- DES-N: Desclassificado ou expulsado na etapa "N"

## UCI World Ranking
O Giro de Itália outorgará outorgará pontos para o UCI World Ranking para corredores das equipas nas categorias UCI WorldTeam, Profissional Continental e Equipas Continentais. As seguintes tabelas mostram o barómetro de pontuação e os corredores que obtiveram pontos:
| Posição                  | 1.º | 2.º | 3.º | 4.º | 5.º | 6.º | 7.º | 8.º | 9.º | 10.º | 11.º | 12.º | 13.º | 14.º | 15.º | 16.º | 17.º | 18.º | 19.º | 20.º | 21.º-25.º | 26.º-30.º | 31.º-40.º | 41.º-50.º | 51.º-55.º | 56.º-60.º |
| Classificação geral      | 850 | 680 | 575 | 460 | 380 | 320 | 260 | 220 | 180 | 140  | 120  | 100  | 84   | 68   | 60   | 56   | 52   | 48   | 44   | 40   | 32        | 24        | 20        | 16        | 12        | 8         |
| Por etapa                | 100 | 40  | 20  | 12  | 4   |     |     |     |     |      |      |      |      |      |      |      |      |      |      |      |           |           |           |           |           |           |
| Líder                    | 20  |     |     |     |     |     |     |     |     |      |      |      |      |      |      |      |      |      |      |      |           |           |           |           |           |           |
| Classificação secundária | 100 | 40  | 20  |     |     |     |     |     |     |      |      |      |      |      |      |      |      |      |      |      |           |           |           |           |           |           |

Nota:
1. ↑  Só classificações da regularidade e a montanha.

| Classificação |          |        |       |       |       |       |
| Posição       | Ciclista | Equipa | Geral | Etapa | Líder | Total |
| ------------- | -------- | ------ | ----- | ----- | ----- | ----- |
| 1.º           |          |        | 850   |       |       |       |
| 2.º           |          |        | 680   |       |       |       |
| 3.º           |          |        | 575   |       |       |       |
| 4.º           |          |        | 460   |       |       |       |
| 5.º           |          |        | 380   |       |       |       |
| 6.º           |          |        | 320   |       |       |       |
| 7.º           |          |        | 260   |       |       |       |
| 8.º           |          |        | 220   |       |       |       |
| 9.º           |          |        | 180   |       |       |       |
| 10.º          |          |        | 140   |       |       |       |